# Antimaterie

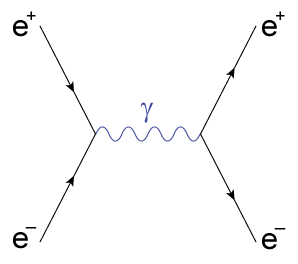
Un electron și antiparticula sa, un pozitron, intră în coliziune pentru a se transforma într-un foton, care apoi se descompune înapoi într-un pozitron și un electron

Antimaterie este termenul folosit pentru definirea opusului materiei formate din protoni, neutroni și electroni. În același fel în care termenul zi definește atât perioada de 12 ore de lumină, cât și perioada de 24 de ore care include noaptea, termenul materie este folosit pentru definirea atât opusului antimateriei cât și totalitatea de materie și antimaterie existentă în univers. Antimateria este formată din antiparticule. Dacă atomii din care se compun obiectele folosite de oameni sunt alcătuiți din protoni, electroni și neutroni, așa-zișii antiatomi vor fi formați din antiprotoni, antielectroni (pozitroni) și antineutroni. Antiparticula diferă de particulă prin faptul că are o sarcină opusă particulei, dar are masa egală cu aceasta. Dacă o particulă intră în coliziune cu antiparticula sa, cele doua se anihilează, emițând raze gamma, fotoni de înaltă energie.
În 1928, Paul Dirac a intuit existența antimateriei.

## Anihilare
Când materia și antimateria se întâlnesc, acestea reacționează violent. Materia și antimateria dispar (se anihilează), lăsând în urma lor o formă de energie, stabilizată de obicei ulterior ca foton de înaltă energie (raze gamma). O scrutare de pe Pământ a radiației cosmice ar putea ajuta la detectarea unor asemenea raze și deci la identificarea unei zone de graniță între un tărâm de materie și unul de antimaterie. Deoarece încă nu s-a descoperit acest tip de radiație în intensități mari, încă nu s-au descoperit zone din Univers formate majoritar din antimaterie.

## Antimateria în univers

### La originea universului
Conform oamenilor de știință, la formarea universului au fost create două cantități egale de materie și antimaterie. Ar fi trebuit, deci ca cele două cantități să se anihileze reciproc. Datorită unui fapt încă necunoscut, acest lucru nu s-a întâmplat, iar cantitatea de antimaterie în univers este în prezent foarte redusă.
La o secundă după Big Bang, când temperatura era de ordinul zecilor de miliarde de Kelvin, universul conținea în cea mai mare parte fotoni, electroni și neutrini, precum și antiparticulele lor, dar și protoni și neutroni, în cantități mai reduse. Materia și antimateria au coexistat deci fără să se anihileze la puțin timp după Big Bang.
În universul timpuriu exista un echilibru între perechile de electroni și pozitroni care se ciocneau pentru a crea fotoni și procesul invers. Ele se anihilau continuu generând lumină din care se forma, din nou, materie și antimaterie. Aceste fenomene – de creare de materie și antimaterie pornind de la lumină, și de anihilare generatoare de lumină – sunt observabile în laboratoarele de fizică nucleară.
În acea primă secundă după Big Bang, cantitățile de materie și antimaterie au fost aproximativ egale, cu o diferență foarte mică. Această diferență a fost în favoarea materiei obișnuite. Datorită răcirii care a survenit în urma expansiunii universului, materia și antimateria s-au anihilat fără a se mai reconstitui.
Pe măsură ce temperatura universului a scăzut, echilibrul s-a modificat deci în favoarea producerii de fotoni. În cele din urmă, cei mai mulți electroni și pozitroni din univers s-au anihilat, lăsând numai relativ puțini electroni prezenți azi. Totul dispare, în afara unei mici cantități de materie. Acest rest rezultă din infima superioritate numerică a materiei. El constituie întreaga materie pe care o cunoaștem și universul vizibil de astăzi – galaxii, roiuri ,super-roiuri, mega-roiuri de galaxii

### Găurile negre
Ca urmare a reacțiilor termonucleare și a forței gravitaționale foarte mari exercitate de stele, se dezvoltă procesul concentrării materiei. Consecutiv, are loc apariția pulsarilor, a piticelor albe, a stelelor neutronice, are loc, în ultimă instanță, apariția și evoluția găurilor negre, formațiuni care concentrează materia stelară din zona de influență. În unele zone ale universului unde apar găurile negre, se creează linii de forță astrale sub formă de pâlnii care reprezintă direcțiile de absorbție a materiei cosmice.
După unii autori, acesta este locul unde se produce un maximum de concentrare a materiei care are ca urmare apariția stelelor neutronice sau a găurilor negre.

### Obținerea antimateriei în laborator
Astrofizicienii confirmă că nu există antimaterie în cantități semnificative în sistemul solar, printre stelele Galaxiei, și nici în galaxiile vecine. În ceea ce privește o posibilă existență a unor antigalaxii la distanțe foarte îndepărtate, nu se poate afirma nimic.
Antimateria poate fi produsă pe Pământ:
- în acceleratoare de particule, fie prin ciocnirea unor fascicule de particule subatomice cu ținte fixe, sau cu alte fascicule de particule, fie prin ciocnirea materiei și antimaterie (protoni cu antiprotoni sau electroni cu pozitroni);

- prin descompuneri radioactive de nuclee atomice. Un astfel de nucleu este folosit pentru tehnica de imagistică medicală denumită scanare PET sau tomografie cu emisie de pozitroni;

- când particule cosmice de înaltă energie (asemenea celor provenind de la Soare care se numesc vânt solar) se lovesc de nuclee din atmosfera Pământului. Ele se anihilează foarte repede cu particulele de materie din jurul lor, rezultând noi particule sau lumină.

## Cercetări în domeniu
În august 2000, laboratoarele CERN din Geneva, Elveția au finalizat construcția unei "fabrici de antimaterie". Scopul acesteia este de a crea atomi de antihidrogen. Problema este că acești atomi, odată sintetizați, se pot anihila intrând în contact cu materie. Această problemă ar putea fi rezolvată cu ajutorul unor "capcane" magnetice în vacuum, așa-zisele capcane Penning, care să prevină asemenea coliziuni.
S-au detectat mici cantități de antimaterie într-o zonă de Univers dominată de departe de materie. Antimateria se întâlnește foarte ușor cu materia care o înconjoară, cu care se anihilează, rezultând raze gamma. Această lumină a fost detectată încă din 1978 ca provenind din centrul galaxiei noastre. Cercetările au continuat și acum fizicienii propun un mecanism pentru a explica apariția acestei antimaterii. Aceasta antimaterie există pentru foarte scurt timp, lovindu-se repede de materie și anihilându-se. Observarea acestei lumini a permis astronomilor să detecteze prezența acestei antimaterii.

## Posibile utilizări ale antimateriei
Rachetele, așa cum au evoluat până în prezent, pot transporta oameni pe lună și există o posibilitate ca în viitor să se ajungă și pe alte corpuri cerești apropiate. Însă pentru voiajul intre două sisteme solare, propulsia chimică nu este suficientă. Pentru a ajunge la cea mai apropiată stea folosind propulsia chimică, ar fi necesari 5 ani de călătorie continuă cu o viteză comparabilă cu viteza luminii, și deci și o cantitate foarte mare de combustibil.
Recent s-a descoperit că energia produsă de anihilarea unei cantități mici de materie cu antimaterie, este cu mult mai mare decât cea produsă de procesul chimic al combustiei. O cantitate minusculă de antimaterie anihilată poate furniza foarte multă energie, conform ecuației celebre a lui Albert Einstein, E = mc2, ceea ce îi sporește și valoarea financiară.